# Diaphora
Diaphora är ett släkte av fjärilar som beskrevs av Stephens 1827. Diaphora ingår i familjen björnspinnare.
Släktet innehåller bara arten Diaphora mendica.

## Bildgalleri

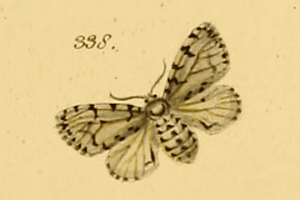
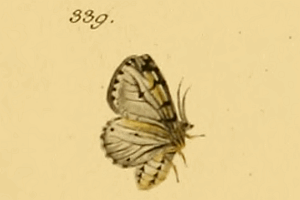
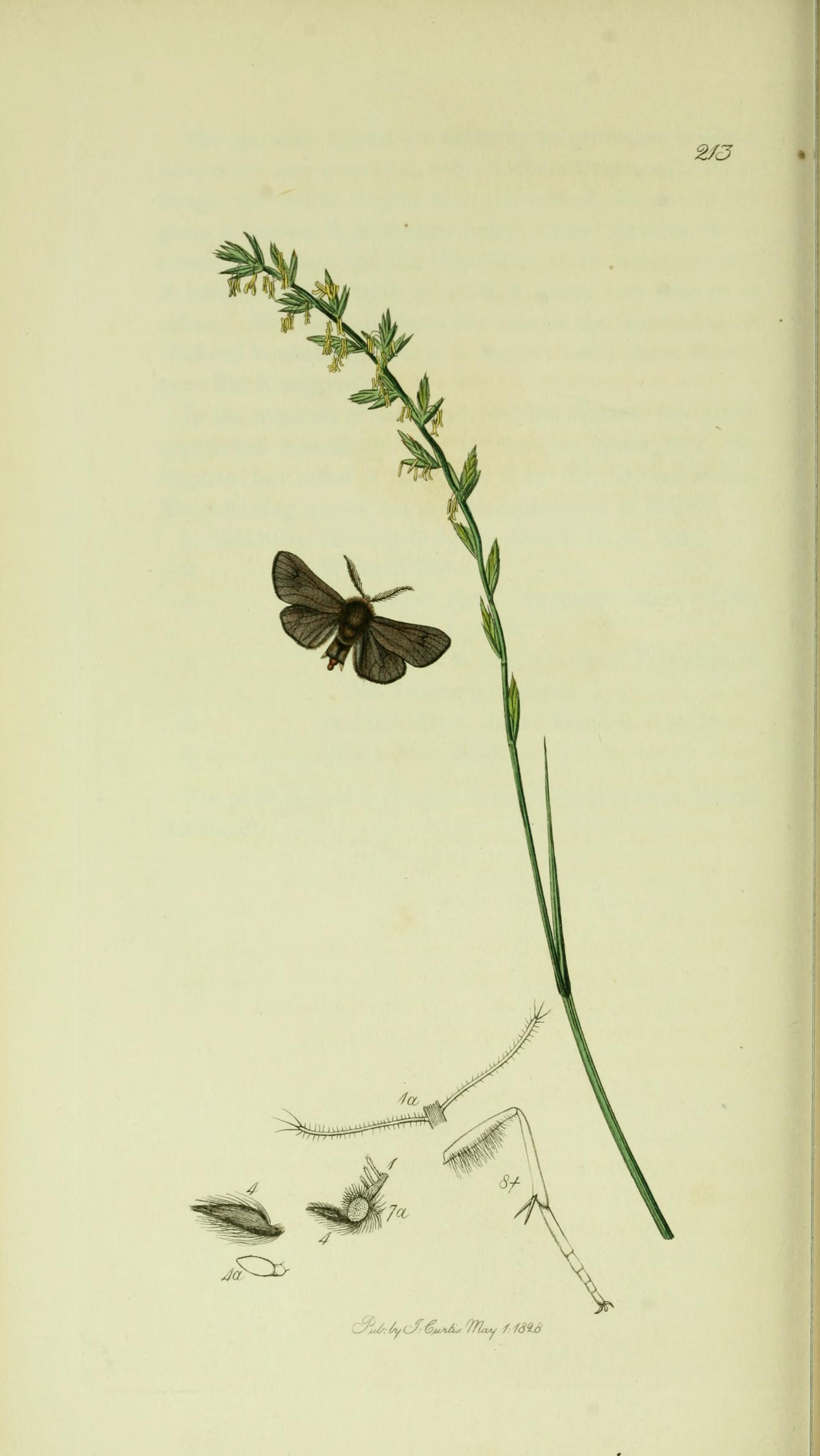
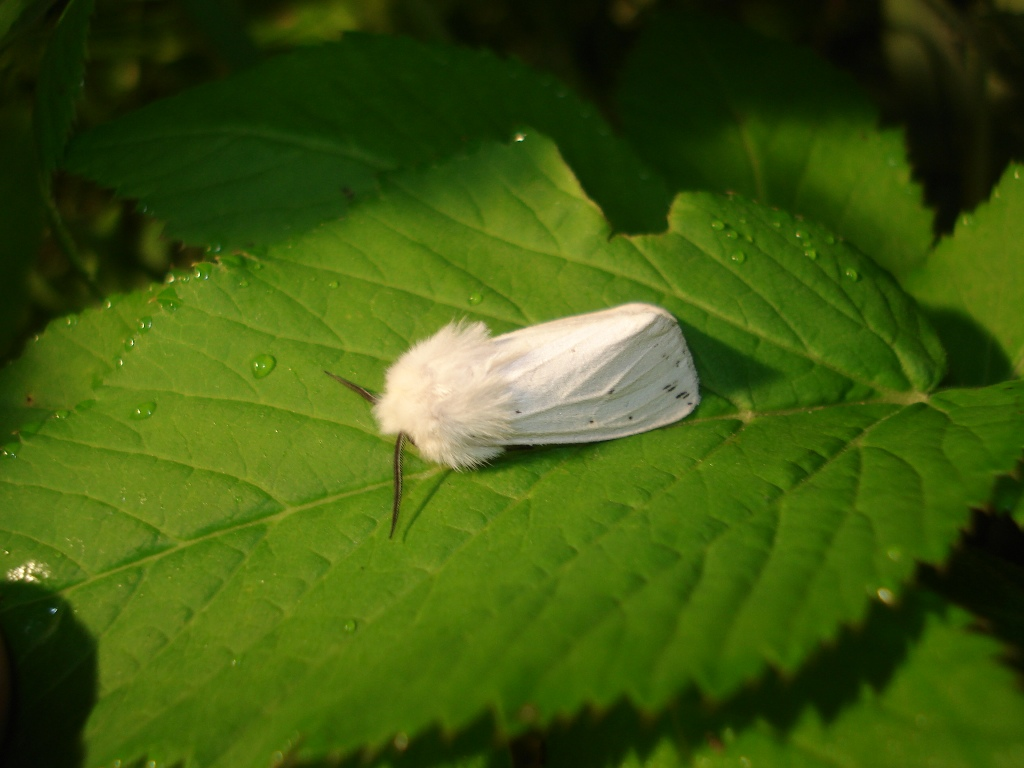
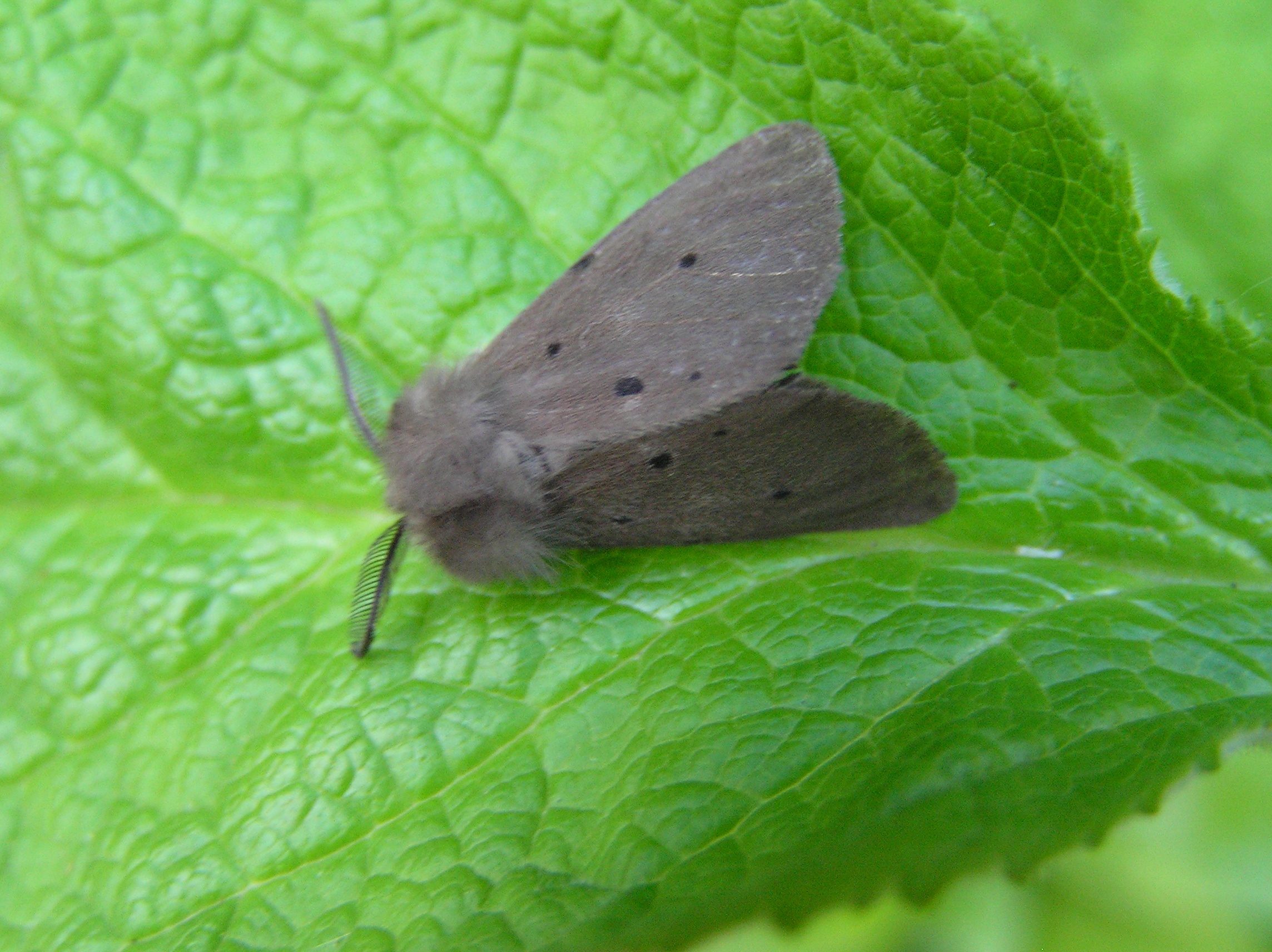
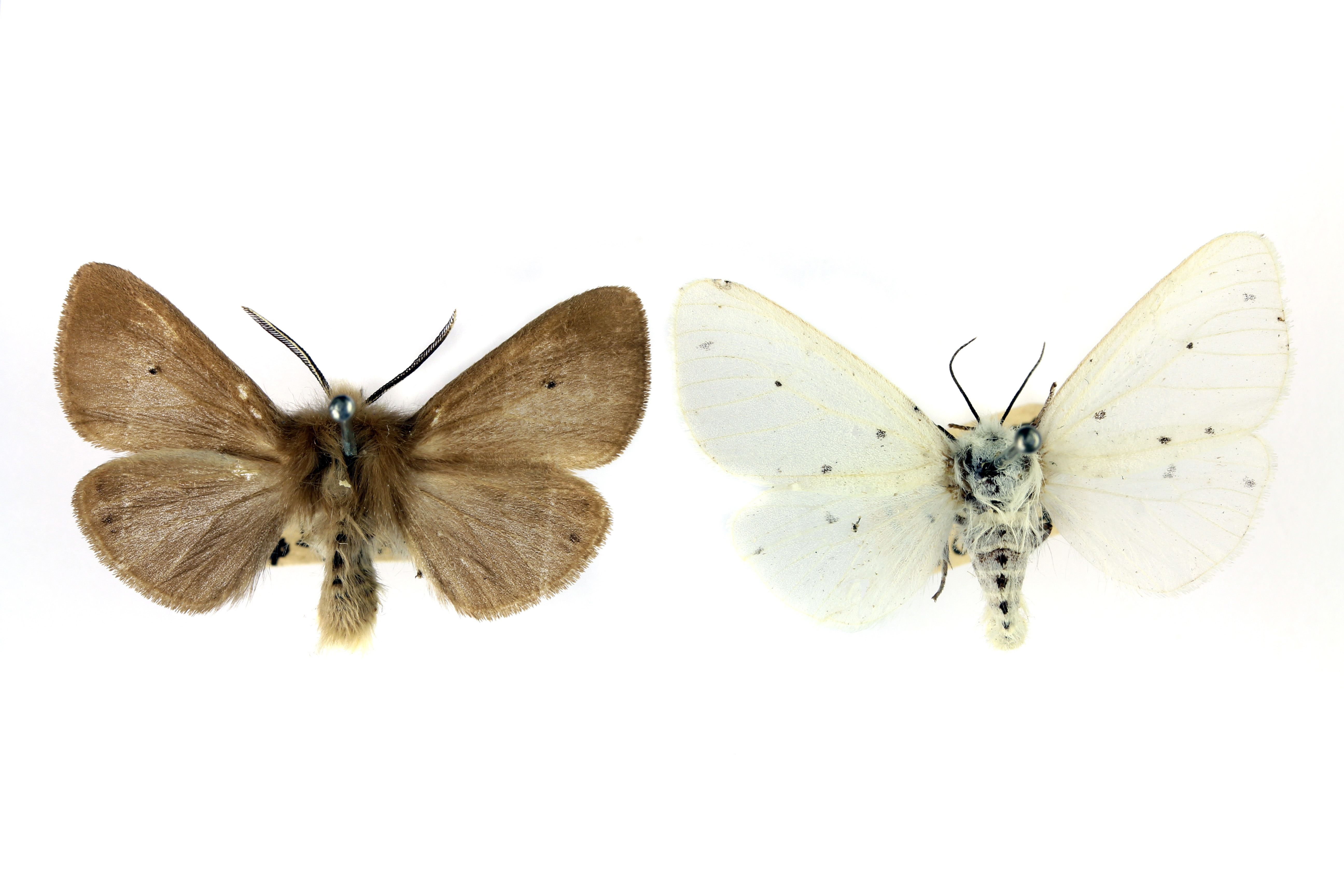